# Miriam Škoch
Miriam Škoch (rodným příjmením Kolodziejová, * 11. dubna 1997 Most) je česká profesionální tenistka. Ve své dosavadní kariéře na okruhu WTA Tour vyhrála jeden turnaj ve čtyřhře. V sérii WTA 125 vybojovala čtyři deblové trofeje. V rámci okruhu ITF získala sedm titulů ve dvouhře a dvacet ve čtyřhře.
Na žebříčku WTA byla ve dvouhře nejvýše klasifikována v květnu 2022 na 247. místě a ve čtyřhře v září 2023 na 41. místě. V roce 2022 se jejím trenérem stal partner David Škoch. Dříve tuto roli plnil Daniel Vaněk.
V juniorském tenise vyhrála s Markétou Vondroušovou čtyřhru na Australian Open 2015, když ve finále porazily Hobgarskou s Minnenovou. Druhou trofej přidaly na French Open 2015 po vítězství nad Dolehideovou a Stewartovou. Jejich 36zápasová neporazitelnost, zahrnující dva triumfy na ženském okruhu ITF, skončila v semifinále juniorky Wimbledonu 2015, po porážce od Maďarek Gálfiové se Stollárovou. Na juniorském kombinovaném žebříčku ITF figurovala nejvýše po pařížském grandslamu v červnu 2015 na 8. místě.

## Soukromý život
V červenci 2024 se v Lomu u Mostu vdala za o dvacet let staršího trenéra Davida Škocha, vítěze wimbledonské juniorky z roku 1992. Na okruzích začala hrát pod nepřechýleným příjmením Škoch.

## Tenisová kariéra
Do roku 2011 hrála za LTC Chemopetrol Litvínov, odkud v žákovské kategorii přestoupila do I. ČLTK Praha. V sezóně 2019 se stala členkou klubu RPM OÁZA Říčany a v letní sezóně 2022 RPM Spoje Praha. V roce 2020 zvítězila na Halovém mistrovství České republiky po finálové výhře nad Kristýnou Lavičkovou.
V rámci hlavních soutěží událostí okruhu ITF debutovala v listopadu 2014, když na turnaji v řeckém Heráklionu dotovaném 10 tisíci dolary prošla kvalifikačním sítem. V úvodním kole dvouhry porazila osmou nasazenou Viktórii Kužmovou než ji v semifinále vyřadila nejvýše nasazená Chorvatka Tena Lukasová z páté světové stovky. Premiérový titul v této úrovni tenisu vybojovala – v rámci 36zápasové neporazitelnosti – během května 2015 v polské Zelené Hoře, na turnaji s rozpočtem 10 tisíc dolarů. Ve finále čtyřhry se stabilní spoluhráčkou Markétou Vondroušovou přehrály Rusky Natelu Dzalamidzeovou a Margaritu Lazarevovou. První singlovou trofej získala v září 2016 na 10tisícové události v Brně. V závěrečném duelu zdolala krajanku Dianu Šumovou také z osmé stovky žebříčku.
V kvalifikaci okruhu WTA Tour debutovala na dubnovém J&T Banka Prague Open 2018 na dvorcích Sparty Praha, do níž jako 315. žena pořadí obdržela divokou kartu. Na úvod podlehla o více než sto čtyřicet míst výše postavené Deborah Chiesaové z Itálie, přestože získala první set. V červnu téhož roku ovládla 25tisícový turnaj ITF v Klostersu, kde na její raketě dohrály Švýcarka Rushitiová, Minnenová, Naitóová, Minellaová a ve finále Bulharka Šinikovová. První kariérní zápas proti člence elitní světové stovky odehrála v lednové kvalifikaci Sydney International 2019, kde ji vyřadila světová osmatřicítka a bývalá šampionka turnaje Johanna Kontaová. Na rekordně dotovaném TK Sparta Prague Open 2020 v sérii WTA 125K, pořádaném namísto kvalifikace US Open, vypadla ve třetím kole s Mexičankou Renatou Zarazúovou z konce druhé stovky.
První hlavní soutěž na túře WTA odehrála ve čtyřhře srpnového Prague Open 2020, konaného jako náhrada za zrušený J&T Banka Prague Open kvůli koronavirové pandemii. Do debla nastoupila na divokou kartu s Jesikou Malečkovou. V prvním duelu jim stopku vystavily van der Hoeková s Wickmayerovou. Ve finále 25tisícovky ITF ve slovinském Otočeci během května 2021 hladce zdolala Slovinku Dalilu Jakupovićovou, když ztratila jen dva gamy. Časné vyřazení z kvalifikace Livesport Prague Open 2021 jí přivodila Švýcarka Conny Perrinová. V pražské čtyřhře skončila v prvním kole po boku Lucie Havlíčkové. Debut v grandslamové kvalifikaci zaznamenala ve Wimbledonu 2022. V prvním duelu však nenašla recept na stou padesátou čtvrtou ženu žebříčku Nastasju Schunkovou z Německa. Na úvod čtyřhry Livesport Prague Open 2022 dohrála se stabilní spoluhráčkou Anastasií Dețiuc, když nevyužily vedení proti Lucii Hradecké a Andree Sestini Hlaváčkové, která na turnaji ukončila kariéru.
První trofej na túře WTA vybojovala ve čtyřhře antukového Parma Ladies Open 2022, kde s krajankou Anastasií Dețiucovou ve finále zdolaly nizozemsko-slovinský pár Arantxa Rusová a Tamara Zidanšeková až ziskem rozhodujícího supertiebreaku s minimálním rozdílem dvou míčů.

## Finále na okruhu WTA Tour

### Čtyřhra: 2 (1–1)
| Legenda            |
| ------------------ |
| Grand Slam (0)     |
| Turnaj mistryň (0) |
| WTA 1000 (0)       |
| WTA 500 (0)        |
| WTA 250 (1–1)      |

| Stav       | č. | datum             | turnaj           | kategorie | povrch | spoluhráčka       | soupeřky ve finále                 | výsledek         |
| ---------- | -- | ----------------- | ---------------- | --------- | ------ | ----------------- | ---------------------------------- | ---------------- |
| Vítězka    | 1. | 1. října 2022     | Parma, Itálie    | WTA 250   | antuka | Anastasia Dețiuc  | Arantxa Rusová Tamara Zidanšeková  | 1–6, 6–3, [10–8] |
| Finalistka | 1. | 29. července 2023 | Hamburk, Německo | WTA 250   | antuka | Angela Kulikovová | Anna Danilinová Alexandra Panovová | 4–6, 2–6         |

## Finále série WTA 125

### Čtyřhra: 7 (4–3)
| Legenda       |
| ------------- |
| WTA 125 (4–3) |

| Stav       | č. | datum         | turnaj                         | povrch    | spoluhráčka         | soupeřky ve finále                       | výsledek         |
| ---------- | -- | ------------- | ------------------------------ | --------- | ------------------- | ---------------------------------------- | ---------------- |
| Finalistka | 1. | prosinec 2022 | Angers, Francie                | tvrdý (h) | Markéta Vondroušová | Alycia Parksová Čang Šuaj                | 2–6, 2–6         |
| Vítězka    | 1. | duben 2024    | La Bisbal d'Empordà, Španělsko | antuka    | Anna Sisková        | Tímea Babosová Dalma Gálfiová            | bez boje         |
| Finalistka | 2. | červen 2024   | Gaiba, Itálie                  | tráva     | Anna Sisková        | Hailey Baptisteová Alycia Parksová       | 6–7(4–7), 2–6    |
| Finalistka | 3. | březen 2025   | Antalya, Turecko               | antuka    | Jesika Malečková    | Maja Chwalińská Anastasia Dețiuc         | 6–4, 3–6, [2–10] |
| Vítězka    | 2. | květen 2025   | Parma, Itálie                  | antuka    | Jesika Malečková    | Tchang Čchien-chuej Sabrina Santamariová | 6–2, 6–0         |
| Vítězka    | 3. | červen 2025   | Makarska, Chorvatsko           | antuka    | Jesika Malečková    | Oxana Kalašnikovová Jelena Pridankinová  | 2–6, 6–3, [10–4] |
| Vítězka    | 4. | červenec 2025 | Båstad, Švédsko                | antuka    | Jesika Malečková    | Irene Burillová Berfu Cengizová          | 6–4, 6–3         |

## Finále na okruhu ITF
| Dotace turnajů okruhu ITF | Dotace turnajů okruhu ITF |
| ------------------------- | ------------------------- |
| 100 000 $ tournaments     | 80 000 $ tournaments      |
| 75 000 $ tournaments      | 60 000 $ tournaments      |
| 50 000 $ tournaments      | 25 000 $ tournaments      |
| 15 000 $ tournaments      | 10 000 $ tournaments      |

### Dvouhra: 20 (7–13)
| Stav       | č.  | datum         | turnaj                    | povrch      | soupeřka ve finále    | výsledek      |
| ---------- | --- | ------------- | ------------------------- | ----------- | --------------------- | ------------- |
| Finalistka | 1.  | srpen 2016    | Pörtschach, Rakousko      | antuka      | Lenka Juríková        | 1–6, 2–6      |
| Finalistka | 2.  | srpen 2016    | Praha, Česko              | antuka      | Petra Krejsová        | 5–7, 6–7(4–7) |
| Finalistka | 3.  | září 2016     | Říčany, Česko             | antuka      | Katharina Gerlachová  | 5–7, 2–6      |
| Vítězka    | 1.  | září 2016     | Brno, Česko               | antuka      | Diana Šumová          | 6–3, 3–6, 6–4 |
| Finalistka | 4.  | listopad 2016 | Ramat Gan, Izrael         | tvrdý       | Deniz Chazaňuková     | 5–7, 3–6      |
| Finalistka | 5.  | březen 2017   | Héraklion, Řecko          | antuka      | Olga Jančuková        | 3–6, 2–6      |
| Finalistka | 6.  | červen 2017   | Přerov, Česko             | antuka      | Lenka Juríková        | 4–6, 4–6      |
| Finalistka | 7.  | červenec 2017 | Toruň, Polsko             | antuka      | Chantal Škamlová      | 2–6, 6–4, 3–6 |
| Vítězka    | 2.  | září 2017     | Praha, Česko              | antuka      | Nastja Kolarová       | 6–2, 5–7, 6–4 |
| Vítězka    | 3.  | prosinec 2017 | Milovice, Česko           | tvrdý (h)   | Manon Arcangioliová   | 6–3, 6–3      |
| Vítězka    | 4.  | prosinec 2017 | Jablonec nad Nisou, Česko | tvrdý (h)   | Susan Bandecchiová    | 6–3, 6–4      |
| Finalistka | 8.  | leden 2018    | Antalya, Turecko          | antuka      | Andreea Roșcová       | 6–7(6–8), 4–6 |
| Finalistka | 9.  | duben 2018    | Óbidos, Portugalsko       | koberec     | Ivana Jorovićová      | 1–6, 2–6      |
| Vítězka    | 5.  | červen 2018   | Klosters, Švýcarsko       | antuka      | Isabella Šinikovová   | 5–7, 6–4, 6–1 |
| Finalistka | 10. | srpen 2018    | Koksijde, Belgie          | antuka      | Richèl Hogenkampová   | 4–6, 1–6      |
| Finalistka | 11. | prosinec 2019 | Jablonec nad Nisou, Česko | koberec (h) | Elena Malõginová      | 4–6, 5–7      |
| Vítězka    | 6.  | březen 2020   | Héraklion, Řecko          | antuka      | Rebeka Masárová       | 6–4, 6–4      |
| Finalistka | 12. | duben 2021    | Antalya, Turecko          | antuka      | Andreea Roșcová       | 5–7, 3–6      |
| Vítězka    | 7.  | květen 2021   | Otočec, Slovinsko         | antuka      | Dalila Jakupovićová   | 6–0, 6–2      |
| Finalistka | 13. | srpen 2021    | Radom, Polsko             | antuka      | Lucrezia Stefaniniová | 6–4, 2–6, 3–6 |

### Čtyřhra (20 titulů)
| Č.  | datum         | turnaj                      | povrch    | spoluhráčka         | poražené finalistky                          | výsledek              |
| --- | ------------- | --------------------------- | --------- | ------------------- | -------------------------------------------- | --------------------- |
| 1.  | květen 2015   | Zelená Hora, Polsko         | antuka    | Markéta Vondroušová | Natela Dzalamidzeová Margarita Lazarevová    | 6–2, 6–2              |
| 2.  | červen 2015   | Přerov, Česko               | antuka    | Markéta Vondroušová | Martina Borecká Jesika Malečková             | 6–4, 6–1              |
| 3.  | leden 2017    | Stuttgart, Německo          | tvrdý (h) | Markéta Vondroušová | Anita Husarićová Kimberley Zimmermannová     | 7–6(7–3), 7–5         |
| 4.  | červen 2017   | Přerov, Česko               | antuka    | Dagmar Dudláková    | Tereza Janatová Natálie Novotná              | 6–1, 6–3              |
| 5.  | září 2018     | Podgorica, Černá Hora       | antuka    | Nina Potočniková    | Nefisa Berberovicová Veronika Erjavecová     | 2–6, 6–3, [10–0]      |
| 6.  | únor 2020     | Trnava, Slovensko           | tvrdý     | Laura Ioana Paarová | Viktorija Kanová Ganna Požnichirenková       | 6–1, 6–1              |
| 7.  | únor 2021     | Potchefstroom, Jižní Afrika | tvrdý     | Jesika Malečková    | Anna Bondárová Réka Luca Janiová             | 6–2, 3–6, [10–5]      |
| 8.  | březen 2021   | Antalya, Turecko            | antuka    | Aneta Laboutková    | Darja Astachovová Nika Radišićová            | 6–3, 4–6, [10–6]      |
| 9.  | září 2021     | Praha, Česko                | antuka    | Jesika Malečková    | Kanako Morisakiová Erika Semaová             | 6–3, 1–6, [10–2]      |
| 10. | únor 2022     | Ankara, Turecko             | antuka    | Jesika Malečková    | Funa Kozakiová Naho Satóová                  | 7–6(7–2), 7–6(7–4)    |
| 11. | březen 2022   | Ankara, Turecko             | antuka    | Jesika Malečková    | Sapfo Sakellaridiová Anastasija Zolotarevová | 6–2, 6–4              |
| 12. | duben 2022    | Chiasso, Švýcarsko          | antuka    | Anastasia Dețiuc    | Aliona Bolsovová Oxana Selechmetěvová        | 6–3, 1–6, [10–8]      |
| 13. | srpen 2022    | Přerov, Česko               | antuka    | Anastasia Dețiuc    | Funa Kozakiová Misaki Macudová               | 7–6(7–4), 4–6, [10–5] |
| 14. | září 2022     | Frýdek-Místek, Česko        | antuka    | Dominika Šalková    | Funa Kozakiová Misaki Macudová               | 6–2, 6–3              |
| 15. | říjen 2022    | Hamburk, Německo            | tvrdý (h) | Jesika Malečková    | Veronika Erjavecová Malene Helgøová          | 6–4, 6–2              |
| 16. | říjen 2022    | Poitiers, Francie           | tvrdý     | Markéta Vondroušová | Jessika Ponchetová Renata Voráčová           | 6–4, 6–3              |
| 17. | listopad 2022 | Shrewsbury, Velká Británie  | tvrdý (h) | Markéta Vondroušová | Jessika Ponchetová Renata Voráčová           | 7–6(7–4), 6–2         |
| 18. | duben 2024    | Zaragoza, Španělsko         | antuka    | Anna Sisková        | Angelica Moratelliová Camilla Rosatellová    | 6–2, 6–3              |
| 19. | únor 2025     | Praha, Česko                | tvrdý (h) | Jesika Malečková    | Priscilla Honová Rebeka Masárová             | 6–0, 6–2              |
| 20. | únor 2025     | Trnava, Slovensko           | tvrdý (h) | Jesika Malečková    | Céline Naefová Jelena Pridankinová           | 5–7, 6–3, [10–2]      |

## Finále na juniorském Grand Slamu

### Čtyřhra juniorek: 2 (2–0)
| Stav    | rok  | turnaj          | povrch | spoluhráčka         | soupeřky ve finále                       | výsledek |
| ------- | ---- | --------------- | ------ | ------------------- | ---------------------------------------- | -------- |
| Vítězka | 2015 | Australian Open | tvrdý  | Markéta Vondroušová | Katharina Hobgarská Greet Minnenová      | 7–5, 6–4 |
| Vítězka | 2015 | French Open     | antuka | Markéta Vondroušová | Caroline Dolehideová Katerina Stewartová | 6–0, 6–3 |